# Deuterodon langei
Deuterodon langei är en fiskart som beskrevs av Travassos, 1957. Deuterodon langei ingår i släktet Deuterodon och familjen Characidae. Inga underarter finns listade i Catalogue of Life.